# 뤼네빌 조약

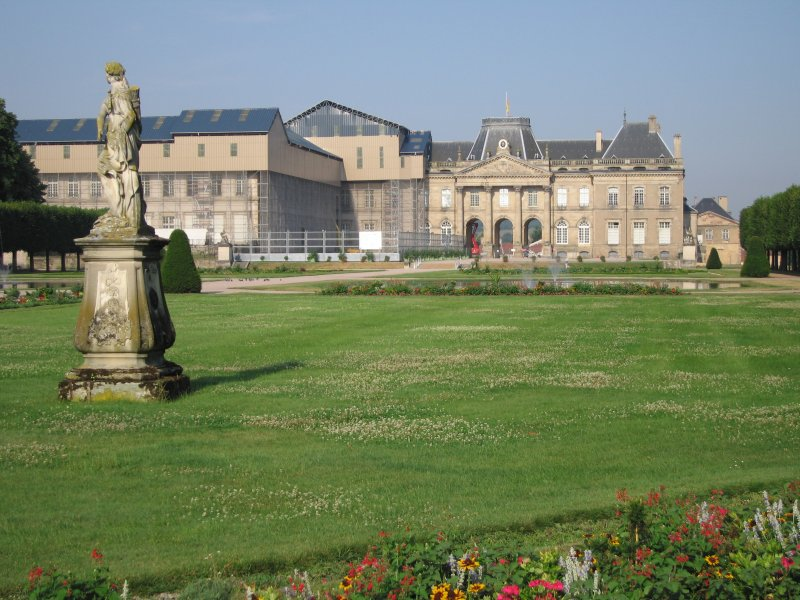
뤼네빌

뤼네빌 조약(프랑스어: Paix de Lunéville, 영어: Peace of Lunéville, 1801년 2월 9일)은 프랑스 혁명 전쟁(나폴레옹 전쟁) 기간 동안 프랑스 동부 도시 뤼네빌에서 프랑스와 오스트리아가 체결한 강화 조약이다. 뤼네빌 강화 조약(프랑스어: Traité de Lunéville)으로도 불린다.

## 개요
오스트리아는 1798년에 제2차 대프랑스 동맹을 결성하고, 북부와 라인강 방면으로 침공했지만, 1800년 마렝고 전투와 호엔린덴 전투에서 프랑스에 패배하여 강화를 할 수 밖에 없었다. 이 강화 조약으로 제2차 대프랑스 동맹은 붕괴되었고, 영국만이 프랑스와의 전쟁을 계속하게 됐다.
조약에 의해 오스트리아는 바타비아 공화국, 헬베티아 공화국, 치살피나 공화국, 리구리아 공화국의 승인을 재확인하고, 프랑스의 라인 강 좌안 지역(라인란트)의 합병을 승인했다. 기본적으로 캄포포르미오 조약을 재확인하며 패전국인 오스트리아에게는 관대한 내용이었다. 또한 토스카나 대공국을 프랑스에 양도(바로 대공국은 폐지, 에트루리아 왕국이 된다), 치살피나 공화국의 영토 확장, 나폴리 왕제의 부활 등 이탈리아의 여러 문제에 관해서도 동시에 합의되었다.